# (4995) Гриффин
(4995) Гриффин (лат. Griffin) — астероид, относящийся к группе астероидов пересекающих орбиту Марса и принадлежащий к светлому спектральному классу S. Он был открыт 28 августа 1984 года американским астрономом S. R. Swanson в Паломарской обсерватории и назван в честь сына первооткрывателя (Griffin Swanson).

Орбита астероида Гриффин и его положение в Солнечной системе